# Терентиевка
Терентиевка (укр. Терентіївка) — село,
Новоселовский сельский совет,
Полтавский район (Полтавская область),
Полтавская область,
Украина.
Код КОАТУУ — 5324084010. Население по переписи 2001 года составляло 699 человек.

## Географическое положение
Село Терентиевка находится на правом берегу реки Свинковка,
ниже по течению примыкает село Пасковка,
на противоположном берегу — село Новосёловка.
Рядом проходят автомобильная дорога Т-1707 и
железная дорога, станция Свинковка в 1-м км.

## Экономика
- Санаторий «Лесные поляны».